# محمد بن عبدالرحمن آل ثانی
محمد بن عبدالرحمن بن جاسم آل ثانی دیپلمات، اقتصاددان و سیاستمدار قطری از اعضای خاندان آل ثانی است که از ۷ مارس ۲۰۲۳، نخست‌وزیر و از ۲۷ ژانویه ۲۰۱۶ وزیر امور خارجه قطر است.وی از سال ۲۰۱۸ تا ۲۰۲۳ رئیس سازمان سرمایه‌گذاری قطر بود.

## زندگی‌نامه و حرفه

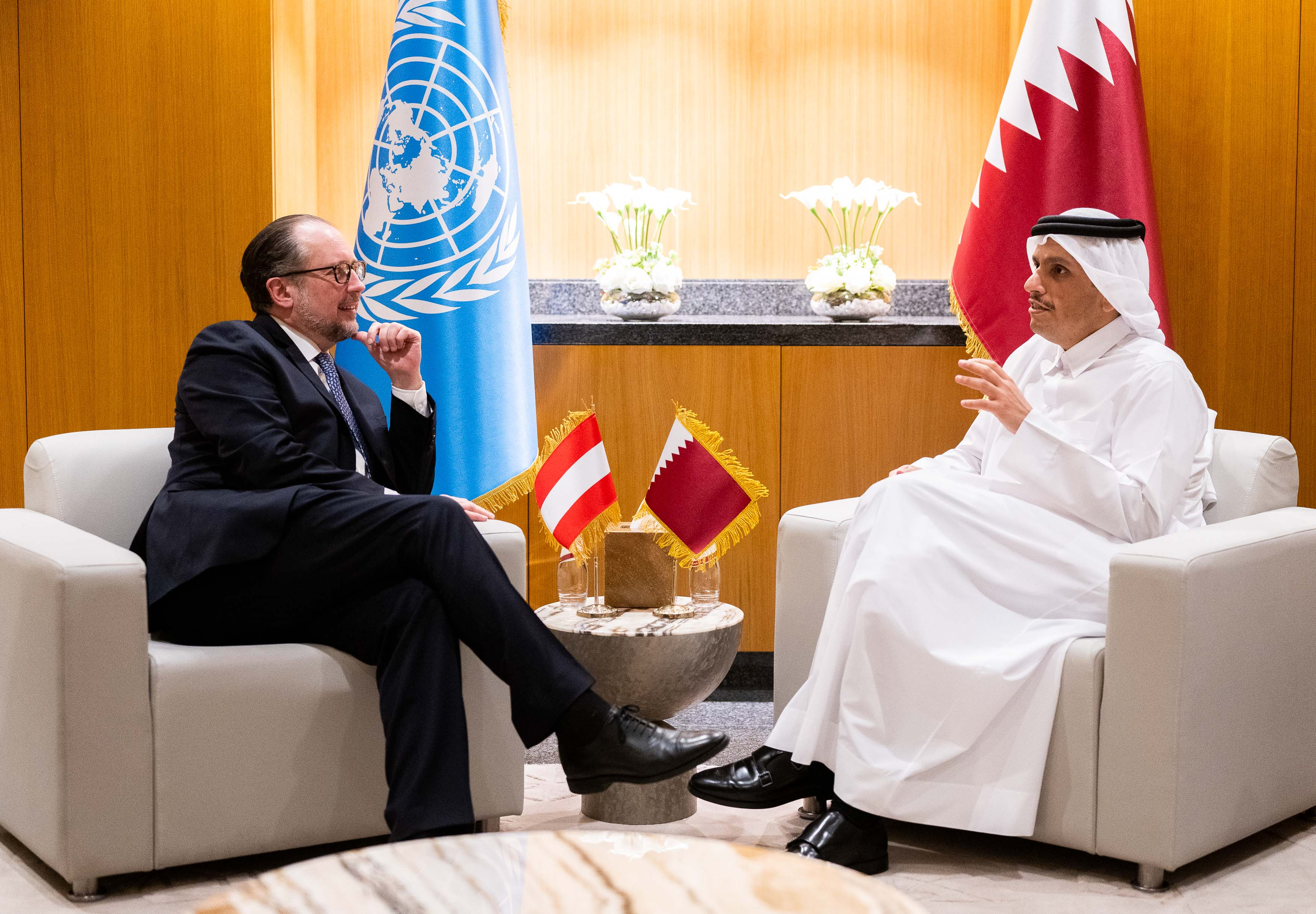
در ۵ مارس ۲۰۲۳، وزیر امور خارجه، الکساندر شالنبرگ، در پنجمین کنفرانس سازمان ملل متحد در مورد کشورهای کمتر توسعه‌یافته (LDC5) در دوحه شرکت کرد. در تصویر با همتای قطری خود شیخ محمد بن عبدالرحمن آل ثانی

محمد مدرک کارشناسی اقتصاد و مدیریت بازرگانی خود را از دانشگاه قطر در سال ۲۰۰۳ دریافت کرد. در همان سال در شورای عالی امور خانواده به عنوان پژوهشگر اقتصادی مشغول به کار شد. از سال ۲۰۰۵ تا ۲۰۰۹ مدیر امور اقتصادی بود. در مارس ۲۰۰۹ به مدیریت پروژه‌ای برای حمایت و توسعه شرکت‌های دولتی کوچک و متوسط در وزارت بازرگانی و تجارت منصوب شد. او در ژوئن ۲۰۱۰ به سمت منشی نماینده شخصی تمیم بن حمد آل ثانی امیر قطر برای پیگیری امور در دیوان امیری گمارده شد، و در ژانویه سال ۲۰۱۴ به مقام معاونت وزیر امور خارجه در امور همکاری‌های بین‌المللی منصوب شد.سیاست‌های او در این دوره بر ارتقای همکاری های چندجانبه، اجرای سیاست توسعه خارجی قطر و به کارگیری استراتژی های همکاری بین‌المللی بر اساس چشم انداز ملی قطر ۲۰۳۰ متمرکز بود. شیخ محمد از طریق استراتژی بلندمدت صندوق سازمان توسعه قطر با تمرکز بر آموزش،، سلامت، توانمندسازی اقتصادی و رسیدگی به تغییرات آب و هوا، به حمایت از توسعه بین‌المللی قطر کمک کرد.
محمد بن عبدالرحمن در ۲۷ ژانویه ۲۰۱۶ به عنوان وزیر امور خارجه منصوب و جانشین خالد بن محمد العطیه در این مقام شد. وی همچنین از ۱۵ نوامبر ۲۰۱۷ عهده‌دار سمت معاونت نخست‌وزیر قطر بوده است.پیش از این نیز وی از سال ۲۰۱۸ تا ۲۰۲۳ رئیس سازمان سرمایه‌گذاری قطر بود. وی در سازمان سرمایه گذاری قطر تحت رهبری خود، برای حفاظت از رفاه نسل‌‌‌های آینده از طریق سرمایه گذاری بلند مدت مسئولانه و در عین حال حمایت از تنوع بخشیدن به اقتصاد قطر و نظارت بر تعبیه ارزش های صداقت، احترام و مسئولیت را اجرا کرد. در این دوره شیخ محمد از راه اندازی چندین طرح بشردوستانه و توسعه بهبود شرایط زندگی انسانی حمایت مالی کرده است. رهبری وی در وزارت امورخارجه نیز به تقویت روابط با کشورهای دیگر و به طور کلی تلاش برای ایجاد نقش برجسته قطر برای هماهنگی اقدامات چندجانبه بین المللی کمک کرده است.

## جوایز و تقدیر
پاراگوئه
در ۲۴ مه ۲۰۲۳، رئیس جمهور پاراگوئه، ماریو عبده بنیتس، نشان ملی لیاقت پاراگوئه را به شیخ محمد اعطا کرد. سلطان بن سعد المریخی وزیر مشاور قطر در امور خارجه از طرف شیخ محمد این نشان افتخار را دریافت کرد. این جایزه به منظور قدردانی از نقش شیخ محمد در حمایت و تحکیم روابط دو کشور بود.
ایالات متحده آمریکا
در ۱۹ ژانویه ۲۰۲۱، یک روز قبل از اینکه جو بایدن رئیس جمهور شود، حکومت فدرال ایالات متحده آمریکا به نمایندگی از وزارت دفاع ایالات متحده آمریکا، مدال وزارت دفاع برای خدمات ممتاز عمومی را به شیخ محمد اعطا کرد. این نشان یکی از بالاترین افتخاراتی است که ایالات متحده به مقامات اعطا کرده است. رابرت سی. اوبراین مشاور امنیت ملی وقت ایالات متحده در اولین دوره ریاست‌جمهوری دونالد ترامپ این مدال را به نمایندگی از شیخ محمد به شیخ مشعل بن حمد آل ثانی سفیر قطر در ایالات متحده آمریکا اهدا نمود.
این جایزه به منظور قدردانی از تلاش‌های دیپلماتیک نمونه شیخ محمد بن عبدالرحمن آل ثانی برای تقویت روابط بین دولت قطر و ایالات متحده، حمایت و پیشبرد توافقنامه دوحه (۲۰۲۰) (شامل امضای توافقنامه صلح میان ایالات متحده و طالبان در ۲۹ فوریه ۲۰۲۰، و همچنین آغاز روند صلح افغانستان در ۱۲ سپتامبر ۲۰۲۰)، حل و فصل صلح و ثبات در منطقه خاورمیانه و شمال آفریقا و کاهش بحران از طریق دیپلماسی اهدا شد.